# Sébastien Lifshitz
Sébastien Lifshitz (París, 21 de enero de 1968) es un guionista y director de cine francés. 
Entre 1987 y 1992 estudió Historia del Arte en la École du Louvre y en La Sorbona. Después asistió al Centro Pompidou para ser realizador. Es profesor de la escuela La Fémis (École Nationale Supérieure des Métiers de l'Image et du Son), principal escuela de imagen y sonido de Francia.
Abiertamente gay, su filmografía se centra en temáticas LGBT. En el 1998, tras haber dirigido el cortometraje "Les corps ouverts", le fue otorgado el Premio Jean Vigo que anualmente se entrega al director francés que más se ha distinguido por su espíritu independiente y originalidad estilística.
En 2000 dirigió Presque rien traducido al español como Primer verano, la historia de amor de un joven pareja gay, compuesta por Mathieu (Jérémie Elkaim) y Cèdric (Stéphane Rideau).
En 2001 su documental La traversée fue seleccionado en la categoría Quinzaine des Réalisateurs del Festival de Cannes.
En 2004 dirige la película Wild Side que cuenta la historia de una prostituta transexual, un chapero magrebí y un desertor ruso de la guerra de Chechenia, con la que ganó el Teddy Award en el Festival de Berlín y el premio del Festival de cine LGBT de Milán.

## Filmografía
- Il faut que je l'aime; 1994; director y guionista.
- Claire Denis la vagabonde; 1996; documental.
- Les Corps ouverts; 1997; director, coguionista y actor.
- Les Terres froides; 1999; telefilme; director, coguionista y actor.
- Presque rien (Priner verano); 2000; director y coguionista.
- La Traversée; 2001; documental; director y coguionista.
- Wild Side; 2004; director y coguionista.
- Plein sud; 2009; director.
- Les invisibles; 2012; documental; director y guionista.
- Bambi; 2013; cortometraje documental; director y guionista.
- Les vies de Thérèse; 2016; cortometraje documental; director.
- Adolescentes; 2019; documental; director y guionista.
- Petite fille (Una niña); 2020; director y guionista.
- Casa Susana; 2022; director y guionista.
- Madame Hofmann; 2024; director y guionista.

## Premios y distinciones
| Año  | Categoría          | Película       | Resultado |
| ---- | ------------------ | -------------- | --------- |
| 2013 | Mejor documental   | Les invisibles | Ganador   |
| 2014 | Mejor cortometraje | Bambi          | Nominado  |
| 2021 | Mejor película     | Adolescentes   | Nominado  |
| 2021 | Mejor director     | Adolescentes   | Nominado  |
| 2021 | Mejor documental   | Adolescentes   | Ganador   |
| 2025 | Mejor documental   | Madame Hofmann | Nominado  |

| Año  | Categoría  | Película            | Resultado |
| ---- | ---------- | ------------------- | --------- |
| 2016 | Queer Palm | Les vies de Thérèse | Ganador   |

| Año  | Categoría                | Película     | Resultado |
| ---- | ------------------------ | ------------ | --------- |
| 2020 | Mejor documental europeo | Petite fille | Nominado  |

| Año  | Categoría                  | Película  | Resultado |
| ---- | -------------------------- | --------- | --------- |
| 2004 | Mejor película             | Wild Side | Nominado  |
| 2004 | Premio Especial del Jurado | Wild Side | Ganador   |